# Lincoln Park (Los Angeles)
Pour les articles homonymes, voir Lincoln Park.
Le Lincoln Park de Los Angeles, en Californie, a été créé dans la ville de Los Angeles en 1881, sous le nom de East Los Angeles Park, puis Eastlake Park en 1901. Le 17 mai 1917, le parc a été renommé Lincoln Park.